# AVG Technologies
AVG Technologies (voorheen Grisoft) is een Tsjechisch bedrijf opgericht in 1991 door Jan Gritzbach en Tomas Hofer, met kantoren in Europa en de Verenigde Staten. Het bedrijf is gespecialiseerd in computerbeveiliging en onder meer bekend door de virusscanner AVG.

## Geschiedenis
In 2001 besliste Jan Gritzbach om Grisoft te verkopen aan Benson Oak Capital Acquisitions. Vier jaar later verkocht Benson Oak 65% van de aandelen in het bedrijf aan Intel Capital and Enterprise Investors voor $52 miljoen.
In april 2006 kocht Grisoft het Duitse bedrijf ewido Networks, een software-ontwikkelaar van anti-spyware, en nam ewido's functies op in nieuwe versies van AVG-software.
In november 2006 kondigde Microsoft aan dat AVG-beveilingsproducten rechtstreeks beschikbaar zouden zijn via het Windows Beveiligingscentrum in Vista. Sinds 7 juni 2006 wordt de AVG-software ook meegeleverd als optionele component van GFI MailSecurity, ontwikkeld door GFI Software.
In december 2007 nam Grisoft Exploit Prevention Labs over, de ontwikkelaar van LinkScanner, een techniek om veilig te surfen.
In februari 2008 werd Grisoft officieel hernoemd naar AVG Technologies. Deze hernoeming werd gedaan om de effectiviteit van de reclameactiviteiten te vergroten.
Begin 2009 voltooide AVG de plannen om Sana Security over te nemen. Plannen om Sana's technologieën te integreren in hun gratis AVG AntiVirus worden sindsdien overwogen, volgens JR Smith, AVG's uitvoerend baas. Sana Security's ontwikkelde technologieën zijn momenteel onder licentie bij Symantec.
In oktober 2009 kocht TA Associates een minderheidsbelang voor meer dan $200 miljoen in AVG Technologies.
In juni 2010 nam AVG Walling Data over, een Noord-Amerikaanse softwarebeveilingsdistributie die AVG-producten aanbood in de VS sinds 2001
In november 2010 nam AVG DroidSecurity over, een bedrijf gespecialiseerd op het gebied van mobiele beveiliging voor Android-apparaten. Na de afronding van de overname zal het bedrijf een dochteronderneming van AVG worden en de CEO en medeoprichter van DroidSecurity, Eran Pfeffer, zal worden aangesteld als algemeen directeur van AVG Mobile Solutions Team.
In december 2010 gaf AVG een verplicht te installeren update van AVG 2011 vrij die problemen veroorzaakte met duizenden computers met de 64 bitversie van Windows Vista en Windows 7 waardoor deze volledig onbruikbaar werden. In sommige gevallen werd zelfs de harde schijf onbruikbaar gemaakt. AVG heeft sindsdien een patch uitgebracht die probeert om computers te herstellen naar hun oorspronkelijke staat, maar deze patch werkt niet in alle gevallen.

### Partnerschappen
In juli 2010 sloot AVG een overeenkomst met Opera Software om malwarebeveiliging in te bouwen in hun webbrowser, Opera. De beveiliging werd toegevoegd aan de bestaande Fraud Protection-technologie (Netcraft en PhishTank van Haute Secure).

### Overname
In 2016 nam concurrent AVAST Software AVG over. Het bedrijf betaalde daar 1,3 miljard dollar voor.